# Карлос Карбонеро
Карлос Карбонеро (ісп. Carlos Carbonero, нар. 25 липня 1990, Богота) — колумбійський футболіст, півзахисник клубу «Кортулуа» та національної збірної Колумбії.

## Клубна кар'єра
У дорослому футболі дебютував 2008 року виступами за команду клубу «Академія» (Богота), в якій провів два сезони, взявши участь у 23 матчах чемпіонату.
Згодом з 2009 по 2011 рік грав у Колумбії за «Атлетіко Уїла» та, на умовах оренди, за «Онсе Кальдас».
Своєю грою за останню команду привернув увагу представників тренерського штабу аргентинського клубу «Естудьянтес», до складу якого приєднався 2011 року. Відіграв за команду з Ла Плати половину сезону 2011/12, після чого був відданий в оренду до «Арсенала» (Саранді), в якому провів півтора року.
2013 року повернувся до «Естудьянтес», втім відразу ж знову був відданий в оренду, цього разу до іншої аргентинської команди, «Рівер Плейт».

## Виступи за збірну
26 березня 2011 року дебютував в офіційних матчах у складі національної збірної Колумбії, вийшовши на заміну в товариській грі проти збірної Еквадору. Протягом наступних декількох років участі в офіційних матчах колумбійської національної команди не брав, проте у червні 2014 року був включений до її заявки для участі у фінальній частині чемпіонату світу 2014 у Бразилії як заміна травмованому Альдо Раміресу.
| Дата       | Місто    | Господарі | Результат | Гості     | Турнір             | Голи | Примітки |
| ---------- | -------- | --------- | --------- | --------- | ------------------ | ---- | -------- |
| 26-03-2011 | Мадрид   | Еквадор   | 0 – 2     | Колумбія  | товариський матч   | -    | 63'      |
| 24-06-2014 | Куяба    | Японія    | 1 – 4     | Колумбія  | ЧС 2014 - 1-й етап | -    | 46'      |
| 10-10-2014 | Гаррісон | Колумбія  | 3 – 0     | Сальвадор | товариський матч   | -    | 72'      |
| 14-10-2014 | Гаррісон | Канада    | 0 – 1     | Колумбія  | товариський матч   | -    | 46'      |
| 18-11-2014 | Любляна  | Словенія  | 0 – 1     | Колумбія  | товариський матч   | -    |          |
| Усього     |          | Матчів    | 5         |           | Голів              | 0    |          |

## Титули і досягнення
- Чемпіон Аргентини (3):

«Арсенал» (Саранді): 2012К
«Рівер Плейт»: 2013/14Т, 2013/14
- Володар Суперкубка Аргентини (1):

«Арсенал» (Саранді): 2012